# Giro d'Italia 1996
Il Giro d'Italia 1996, settantanovesima edizione della "Corsa Rosa", si svolse in 22 tappe dal 18 maggio al 9 giugno 1996, per un percorso totale di 3 990 km. Fu vinto dal russo Pavel Tonkov, in 105h20'23", alla media di 37,875 km/h, davanti all'italiano Enrico Zaina ed allo spagnolo Abraham Olano.
Le prime tre tappe si svolsero in Grecia, per celebrare il centenario dei Giochi olimpici dell'era moderna; oltre lo stato ellenico la corsa ha sconfinato in Svizzera e Francia. 
In questa edizione del Giro si svolse un'unica cronometro, da Vicenza a Marostica (quartultima tappa), vinta dal russo Evgenij Berzin. In tv fu trasmessa da Italia 1.

## Tappe
| Tappa  | Data      | Percorso                                | km    | Vincitore di tappa  | Leader cl. generale |
| ------ | --------- | --------------------------------------- | ----- | ------------------- | ------------------- |
| 1ª     | 18 maggio | Atene (GRC) > Atene (GRC)               | 170   | Silvio Martinello   | Silvio Martinello   |
| 2ª     | 19 maggio | Eleusi (GRC) > Lepanto (GRC)            | 235   | Glenn Magnusson     | Silvio Martinello   |
| 3ª     | 20 maggio | Missolungi (GRC) > Giannina (GRC)       | 199   | Giovanni Lombardi   | Stefano Zanini      |
|        | 21 maggio | giorno di riposo                        |       |                     |                     |
| 4ª     | 22 maggio | Ostuni > Ostuni                         | 147   | Mario Cipollini     | Silvio Martinello   |
| 5ª     | 23 maggio | Metaponto > Crotone                     | 196   | Ángel Edo           | Silvio Martinello   |
| 6ª     | 24 maggio | Crotone > Catanzaro                     | 179   | Pascal Hervé        | Pascal Hervé        |
| 7ª     | 25 maggio | Amantea > Monte Sirino                  | 164   | Davide Rebellin     | Davide Rebellin     |
| 8ª     | 26 maggio | Polla > Napoli                          | 135   | Mario Cipollini     | Davide Rebellin     |
| 9ª     | 27 maggio | Napoli > Fiuggi                         | 184   | Enrico Zaina        | Davide Rebellin     |
| 10ª    | 28 maggio | Arezzo > Prato                          | 164   | Rodolfo Massi       | Davide Rebellin     |
| 11ª    | 29 maggio | Prato > Marina di Massa                 | 130   | Mario Cipollini     | Davide Rebellin     |
| 12ª    | 30 maggio | Aulla > Loano                           | 195   | Fabiano Fontanelli  | Davide Rebellin     |
| 13ª    | 31 maggio | Loano > Prato Nevoso                    | 115   | Pavel Tonkov        | Pavel Tonkov        |
| 14ª    | 1º giugno | Santuario di Vicoforte > Briançon (FRA) | 202   | Pascal Richard      | Pavel Tonkov        |
| 15ª    | 2 giugno  | Briançon (FRA) > Aosta                  | 235   | Gianni Bugno        | Pavel Tonkov        |
| 16ª    | 3 giugno  | Aosta > Losanna (CHE)                   | 180   | Oleksandr Hončenkov | Pavel Tonkov        |
| 17ª    | 4 giugno  | Losanna (CHE) > Biella                  | 236   | Nicolaj Bo Larsen   | Pavel Tonkov        |
| 18ª    | 5 giugno  | Meda > Vicenza                          | 216   | Mario Cipollini     | Pavel Tonkov        |
| 19ª    | 6 giugno  | Vicenza > Marostica (cron. individuale) | 62    | Evgenij Berzin      | Pavel Tonkov        |
| 20ª    | 7 giugno  | Marostica > Passo Pordoi                | 220   | Enrico Zaina        | Abraham Olano       |
| 21ª    | 8 giugno  | Cavalese > Aprica                       | 250   | Ivan Gotti          | Pavel Tonkov        |
| 22ª    | 9 giugno  | Sondrio > Milano                        | 176   | Serhij Ušakov       | Pavel Tonkov        |
| Totale | Totale    | Totale                                  | 3 990 |                     |                     |

## Squadre e corridori partecipanti
I corridori che partirono da Atene furono 162 coloro che arrivarono a Milano furono 98.
| N.    | Cod. | Squadra              |
| ----- | ---- | -------------------- |
| 1-9   | MAP  | Mapei-GB             |
| 11-19 | AKI  | Aki-Gipiemme         |
| 21-29 | BRE  | Brescialat           |
| 31-39 | CAR  | Carrera Jeans        |
| 41-49 | PAN  | Panaria-Vinavil      |
| 51-59 | FES  | Festina-Lotus        |
| 61-69 | GEW  | Gewiss-Playbus       |
| 71-79 | GLA  | Glacial-Selle Italia |
| 81-89 | KEL  | Kelme-Costa Blanca   |

| N.      | Cod. | Squadra                 |
| ------- | ---- | ----------------------- |
| 91-99   | MAG  | MG Maglificio-Technogym |
| 101-109 | MXO  | MX Onda                 |
| 111-119 | REF  | Refin-Mobilvetta        |
| 121-129 | ROS  | Roslotto-ZG Mobili      |
| 131-139 | SAE  | Saeco                   |
| 141-149 | AMO  | Amore & Vita-Galatron   |
| 151-159 | SCR  | Scrigno-Blue Storm      |
| 161-169 | PLT  | Team Polti              |
| 171-179 | TVM  | TVM-Farm Frites         |

## Classifiche finali

### Classifica generale - Maglia rosa
| Pos. | Corridore        | Squadra      | Tempo      |
| ---- | ---------------- | ------------ | ---------- |
| 1    | Pavel Tonkov     | Panaria      | 105h20'23" |
| 2    | Enrico Zaina     | Carrera      | a 2'43"    |
| 3    | Abraham Olano    | Mapei-GB     | a 2'57"    |
| 4    | Pëtr Ugrjumov    | Roslotto     | a 3'00"    |
| 5    | Ivan Gotti       | Gewiss       | a 3'36"    |
| 6    | Davide Rebellin  | Team Polti   | a 9'15"    |
| 7    | Stefano Faustini | Aki-Gipiemme | a 10'38"   |
| 8    | Aleksandr Šefer  | Scrigno      | a 11'22"   |
| 9    | Jean-Cyril Robin | Festina      | a 12'54"   |
| 10   | Evgenij Berzin   | Gewiss       | a 14'41"   |

### Classifica a punti - Maglia ciclamino
| Pos. | Corridore         | Squadra    | Punti |
| ---- | ----------------- | ---------- | ----- |
| 1    | Fabrizio Guidi    | Scrigno    | 235   |
| 2    | Giovanni Lombardi | Team Polti | 130   |
| 3    | Enrico Zaina      | Carrera    | 120   |
| 4    | Davide Rebellin   | Team Polti | 114   |
| 5    | Pavel Tonkov      | Panaria    | 110   |

### Classifica scalatori - Maglia verde
| Pos. | Corridore       | Squadra    | Punti |
| ---- | --------------- | ---------- | ----- |
| 1    | Mariano Piccoli | Brescialat | 69    |
| 2    | Pavel Tonkov    | Panaria    | 37    |
| 3    | Ivan Gotti      | Gewiss     | 36    |
| 4    | Enrico Zaina    | Carrera    | 33    |
| 5    | Pëtr Ugrjumov   | Roslotto   | 29    |

### Classifica Intergiro - Maglia azzurra
| Pos. | Corridore         | Squadra    | Punti |
| ---- | ----------------- | ---------- | ----- |
| 1    | Fabrizio Guidi    | Scrigno    | 86    |
| 2    | Fabrizio Bontempi | Brescialat | 52    |
| 3    | Mauro Bettin      | Refin      | 43    |
| 4    | Davide Bramati    | Panaria    | 40    |
| 5    | Abraham Olano     | Mapei-GB   | 36    |

### Classifica a squadre - Trofeo Fast Team
| Pos. | Squadra        | Tempo      |
| ---- | -------------- | ---------- |
| 1    | Carrera Jeans  | 316h40'46" |
| 2    | Mapei-GB       | a 2'33"    |
| 3    | Gewiss-Playbus | a 8'21"    |
| 4    | Festina-Lotus  | a 16'37"   |
| 5    | Team Polti     | a 53'13"   |

## Evoluzione delle varie classifiche
| Tappa (Vincitore)         | Classifica generale | Classifica a punti | Classifica scalatori | Classifica a squadre |
| ------------------------- | ------------------- | ------------------ | -------------------- | -------------------- |
| 1ª Silvio Martinello      | Silvio Martinello   | Silvio Martinello  | Fabiano Fontanelli   | Scrigno              |
| 2ª Glenn Magnusson        | Silvio Martinello   | Stefano Zanini     | Fabiano Fontanelli   | Scrigno              |
| 3ª Giovanni Lombardi      | Stefano Zanini      | Stefano Zanini     | Fabiano Fontanelli   | Panaria              |
| 4ª Mario Cipollini        | Silvio Martinello   | Silvio Martinello  | Fabiano Fontanelli   | Scrigno              |
| 5ª Ángel Edo              | Silvio Martinello   | Silvio Martinello  | Fabiano Fontanelli   | Panaria              |
| 6ª Pascal Hervé           | Pascal Hervé        | Silvio Martinello  | Fabiano Fontanelli   | Saeco                |
| 7ª Davide Rebellin        | Davide Rebellin     | Silvio Martinello  | Fabiano Fontanelli   | Polti                |
| 8ª Mario Cipollini        | Davide Rebellin     | Silvio Martinello  | Fabiano Fontanelli   | Polti                |
| 9ª Enrico Zaina           | Davide Rebellin     | Silvio Martinello  | Fabiano Fontanelli   | Polti                |
| 10ª Rodolfo Massi         | Davide Rebellin     | Silvio Martinello  | Fabiano Fontanelli   | Gewiss               |
| 11ª Mario Cipollini       | Davide Rebellin     | Silvio Martinello  | Fabiano Fontanelli   | Gewiss               |
| 12ª Fabiano Fontanelli    | Davide Rebellin     | Fabrizio Guidi     | Fabiano Fontanelli   | Gewiss               |
| 13ª Pavel Tonkov          | Pavel Tonkov        | Silvio Martinello  | Mariano Piccoli      | Gewiss               |
| 14ª Pascal Richard        | Pavel Tonkov        | Fabrizio Guidi     | Mariano Piccoli      | Carrera              |
| 15ª Gianni Bugno          | Pavel Tonkov        | Fabrizio Guidi     | Mariano Piccoli      | Carrera              |
| 16ª Alexander Gontchenkov | Pavel Tonkov        | Fabrizio Guidi     | Mariano Piccoli      | Carrera              |
| 17ª Nicolai Bo Larsen     | Pavel Tonkov        | Fabrizio Guidi     | Mariano Piccoli      | Carrera              |
| 18ª Mario Cipollini       | Pavel Tonkov        | Fabrizio Guidi     | Mariano Piccoli      | Carrera              |
| 19ª Evgenij Berzin        | Pavel Tonkov        | Fabrizio Guidi     | Mariano Piccoli      | Gewiss               |
| 20ª Enrico Zaina          | Abraham Olano       | Fabrizio Guidi     | Mariano Piccoli      | Carrera              |
| 21ª Ivan Gotti            | Pavel Tonkov        | Fabrizio Guidi     | Mariano Piccoli      | Carrera              |
| 22ª Serguei Outschakov    | Pavel Tonkov        | Fabrizio Guidi     | Mariano Piccoli      | Carrera              |
| Classifiche finali        | Pavel Tonkov        | Fabrizio Guidi     | Mariano Piccoli      | Carrera              |